# Formation de Naobaogou
La formation de Naobaogou est une formation géologique située dans les montagnes Daqing en Chine, datant vraisemblablement de la période du Lopingien (fin du Permien).

## Stratigraphie
La formation de Naobaogou est constituée principalement de siltite pourpre et est décomposée en trois membres, désignés comme membres I à III, la limite entre chacun d'entre eux est définie par un épais lit de conglomérat basal. La formation se distingue par son contenu fossile qui est contient l'une des faunes de vertébrés du Permien supérieur les plus diversifiée hors Russie et Afrique australe.

## Faune vertébrée
| Genre               | Espèces             | Matériel                                  | Remarques | Images |
| ------------------- | ------------------- | ----------------------------------------- | --- | ------ |
| Caodeyao            | C. liuyufengi       | Crâne partiel, mandibule, humérus         | Un euthérocéphale étroitement lié à Purlovia. |        |
| Daqingshanodon (en) | D. limbe            | Crâne                                     | Dicynodonte |        |
| Dicynodontie        | Indéterminé         | Crânes partiels                           | 5 morphotypes supplémentaires en plus de Daqingshanodon et Turfanodon, dont 2 sont étroitement apparentés à l'ancien taxon et 3 ou 4 apparentés à Jimusaria, |        |
| Elginia (en)        | E. wuyongae         | Crâne partiel                             | Paréiasaure |        |
| Gansurhin           | G. qingtoushanensis |                                           | Captorhinidés |        |
| Jiufengia           | J. Jiai             | Crâne partiel et squelette postcrânien    | thérocéphale akidnognathidé |        |
| Laosuchus           | L. hun              | Crâne partiel et squelette postcrânien    | Chronoiosuchien |        |
| Shiguaignathus      | S. wangi            | Crâne partiel                             | thérocéphale akidnognathidé |        |
| Turfanodon          | T. jiufengensis     | Squelette et crânes relativement complets | Dicynodontoïde dicynodonte |        |